# Gaden
Gaden is een bestuurslaag in het regentschap Klaten van de provincie Midden-Java, Indonesië. Gaden telt 4622 inwoners (volkstelling 2010).